# Hohenbergia lemei
Hohenbergia lemei är en gräsväxtart som beskrevs av Harry Edward Luther och K.F.Norton. Hohenbergia lemei ingår i släktet Hohenbergia och familjen Bromeliaceae. Inga underarter finns listade i Catalogue of Life.